# The Puzzle Woman
The Puzzle Woman est un film muet américain réalisé par Francis Ford et sorti en 1917.

## Fiche technique
- Réalisation : Francis Ford
- Scénario : Grace Cunard
- Genre : Drame
- Durée : 10 minutes
- Date de sortie : États-Unis : 17 mai 1917

## Distribution
- Francis Ford
- Grace Cunard
- Harry Mann
- Irving Lippner